# IBU-Cup 2024/25
Der IBU-Cup 2024/25 begann am 25. November 2024 in Idre und endete am 15. März 2025 in Otepää. Die Wettkämpfe waren nach dem Biathlon-Weltcup 2024/25 die zweithöchste Wettkampfserie im Biathlon.
Titelverteidiger der Gesamtwertung waren der Norweger Mats Øverby und die Französin Océane Michelon.
Höhepunkt der Saison waren die Biathlon-Europameisterschaften 2025 im italienischen Martell. Diese Wettkämpfe flossen auch in die Wertungen des IBU-Cups mit ein.

## Austragungsorte
| Idre |

| Geilo |

| Otepää |

| Osrblie |

| Arber |

|  |

|  |

|  |

| Idre |

| Geilo |

| Otepää |

| Osrblie |

| Arber |

|  |

|  |

|  |

| Ridnaun |

| Martell |

| Obertilliach |

| Ridnaun |

| Martell |

| Obertilliach |

## Wettkampfkalender
| Datum                                  | Ort            | Wettkämpfe                                               |
| -------------------------------------- | -------------- | -------------------------------------------------------- |
| 25. November – 1. Dezember 2024        | Idre           | Sprint, Sprint, Verfolgung                               |
| 2.–7. Dezember 2024                    | Geilo          | Einzel, Sprint, Verfolgung                               |
| 16.–22. Dezember 2024                  | Obertilliach   | Sprint, Massenstart, Mixed-Staffel, Single-Mixed-Staffel |
| 6.–12. Januar 2025                     | Arber          | Sprint, Sprint, Verfolgung                               |
| 13.–18. Januar 2025                    | Brezno-Osrblie | Kurz-Einzel, Sprint, Mixed-Staffel, Single-Mixed-Staffel |
| 26. Januar – 2. Februar 2025 (EM 2025) | Martell        | Einzel, Sprint, Verfolgung, Staffel                      |
| 3.–8. Februar 2025                     | Ridnaun        | Sprint, Verfolgung, Massenstart                          |
| 3.–9. März 2025                        | Otepää         | Sprint, Verfolgung, Massenstart                          |
| 10.–15. März 2025                      | Otepää         | Kurz-Einzel, Sprint, Mixed-Staffel, Single-Mixed-Staffel |

## Frauen

### Resultate
| 1. IBU-Cup in Idre, 25. November – 1. Dezember 2024 | 1. IBU-Cup in Idre, 25. November – 1. Dezember 2024 | 1. IBU-Cup in Idre, 25. November – 1. Dezember 2024 | 1. IBU-Cup in Idre, 25. November – 1. Dezember 2024 | 1. IBU-Cup in Idre, 25. November – 1. Dezember 2024 |
| --------------------------------------------------- | --------------------------------------------------- | --------------------------------------------------- | --------------------------------------------------- | --------------------------------------------------- |
| Datum                                               | Disziplin                                           | Erster Platz                                        | Zweiter Platz                                       | Dritter Platz                                       |
| 28. November 2024 (Do.)                             | Sprint (7,5 km)                                     | Paula Botet                                         | Chloé Chevalier                                     | Anna Weidel                                         |
| 30. November 2024 (Sa.)                             | Sprint (7,5 km)                                     | Ida Lien                                            | Paula Botet                                         | Camille Bened                                       |
| 1. Dezember 2024 (So.)                              | Verfolgung (10 km)                                  | Ida Lien                                            | Anna Weidel                                         | Camille Bened                                       |

| 2. IBU-Cup in Geilo, 2.– 7. Dezember 2024 | 2. IBU-Cup in Geilo, 2.– 7. Dezember 2024 | 2. IBU-Cup in Geilo, 2.– 7. Dezember 2024 | 2. IBU-Cup in Geilo, 2.– 7. Dezember 2024 | 2. IBU-Cup in Geilo, 2.– 7. Dezember 2024 |
| ----------------------------------------- | ----------------------------------------- | ----------------------------------------- | ----------------------------------------- | ----------------------------------------- |
| Datum                                     | Disziplin                                 | Erster Platz                              | Zweiter Platz                             | Dritter Platz                             |
| 4. Dezember 2024 (Mi.)                    | Einzel (15 km)                            | Camille Bened                             | Marit Øygard                              | Fany Bertrand                             |
| 6. Dezember 2024 (Fr.)                    | Sprint (7,5 km)                           | Paula Botet                               | Marlene Fichtner                          | Johanna Skottheim                         |
| 7. Dezember 2024 (Sa.)                    | Verfolgung (10 km)                        | Marlene Fichtner                          | Chloé Chevalier                           | Paula Botet                               |

| 3. IBU-Cup in Obertilliach, 16.–22. Dezember 2024 | 3. IBU-Cup in Obertilliach, 16.–22. Dezember 2024 | 3. IBU-Cup in Obertilliach, 16.–22. Dezember 2024 | 3. IBU-Cup in Obertilliach, 16.–22. Dezember 2024 | 3. IBU-Cup in Obertilliach, 16.–22. Dezember 2024 |
| ------------------------------------------------- | ------------------------------------------------- | ------------------------------------------------- | ------------------------------------------------- | ------------------------------------------------- |
| Datum                                             | Disziplin                                         | Erster Platz                                      | Zweiter Platz                                     | Dritter Platz                                     |
| 19. Dezember 2024 (Do.)                           | Sprint (7,5 km)                                   | Ilaria Scattolo                                   | Gilonne Guigonnat                                 | Paula Botet                                       |
| 21. Dezember 2024 (Sa.)                           | Massenstart 60 (12 km)                            | Stefanie Scherer                                  | Paula Botet                                       | Camille Bened                                     |

| 4. IBU-Cup am Arber, 6.–12. Januar 2025 | 4. IBU-Cup am Arber, 6.–12. Januar 2025 | 4. IBU-Cup am Arber, 6.–12. Januar 2025 | 4. IBU-Cup am Arber, 6.–12. Januar 2025 | 4. IBU-Cup am Arber, 6.–12. Januar 2025 |
| --------------------------------------- | --------------------------------------- | --------------------------------------- | --------------------------------------- | --------------------------------------- |
| Datum                                   | Disziplin                               | Erster Platz                            | Zweiter Platz                           | Dritter Platz                           |
| 9. Januar 2025 (Do.)                    | Sprint (7,5 km)                         | Amandine Mengin                         | Sophie Chauveau                         | Rebecca Passler                         |
| 11. Januar 2025 (Sa.)                   | Sprint (7,5 km)                         | Gilonne Guigonnat                       | Amandine Mengin                         | Voldiya Galmace-Paulin                  |
| 12. Januar 2025 (So.)                   | Verfolgung (10 km)                      | Amandine Mengin                         | Ragnhild Femsteinevik                   | Voldiya Galmace-Paulin                  |

| 5. IBU-Cup in Brezno-Osrblie, 13.–18. Januar 2025 | 5. IBU-Cup in Brezno-Osrblie, 13.–18. Januar 2025 | 5. IBU-Cup in Brezno-Osrblie, 13.–18. Januar 2025 | 5. IBU-Cup in Brezno-Osrblie, 13.–18. Januar 2025 | 5. IBU-Cup in Brezno-Osrblie, 13.–18. Januar 2025 |
| ------------------------------------------------- | ------------------------------------------------- | ------------------------------------------------- | ------------------------------------------------- | ------------------------------------------------- |
| Datum                                             | Disziplin                                         | Erster Platz                                      | Zweiter Platz                                     | Dritter Platz                                     |
| 15. Januar 2025 (Mi.)                             | Kurz-Einzel (12,5 km)                             | Karoline Erdal                                    | Voldiya Galmace-Paulin                            | Anastassija Merkuschyna                           |
| 17. Januar 2025 (Fr.)                             | Sprint (7,5 km)                                   | Marthe Kråkstad Johansen                          | Voldiya Galmace-Paulin                            | Karoline Erdal                                    |

| Europameisterschaften in Martell, 26. Januar – 2. Februar 2025 | Europameisterschaften in Martell, 26. Januar – 2. Februar 2025 | Europameisterschaften in Martell, 26. Januar – 2. Februar 2025        | Europameisterschaften in Martell, 26. Januar – 2. Februar 2025            | Europameisterschaften in Martell, 26. Januar – 2. Februar 2025          |
| -------------------------------------------------------------- | -------------------------------------------------------------- | --------------------------------------------------------------------- | ------------------------------------------------------------------------- | ----------------------------------------------------------------------- |
| Datum                                                          | Disziplin                                                      | Erster Platz                                                          | Zweiter Platz                                                             | Dritter Platz                                                           |
| 29. Januar 2025 (Mi.)                                          | Einzel (15 km)                                                 | Johanna Puff                                                          | Marlene Fichtner                                                          | Anna-Karin Heijdenberg                                                  |
| 31. Januar 2025 (Fr.)                                          | Sprint (7,5 km)                                                | Anna-Karin Heijdenberg                                                | Amandine Mengin                                                           | Baiba Bendika                                                           |
| 1. Februar 2025 (Sa.)                                          | Verfolgung (10 km)                                             | Baiba Bendika                                                         | Anna-Karin Heijdenberg                                                    | Linda Zingerle                                                          |
| 2. Februar 2025 (So.)                                          | Staffel (4 × 6 km)                                             | DeutschlandStefanie Scherer Anna Weidel Marlene Fichtner Johanna Puff | FrankreichCamille Bened Sophie Chauveau Amandine Mengin Gilonne Guigonnat | ItalienRebecca Passler Ilaria Scattolo Birgit Schölzhorn Linda Zingerle |

| 6. IBU-Cup in Ridnaun, 3.–8. Februar 2025 | 6. IBU-Cup in Ridnaun, 3.–8. Februar 2025 | 6. IBU-Cup in Ridnaun, 3.–8. Februar 2025 | 6. IBU-Cup in Ridnaun, 3.–8. Februar 2025 | 6. IBU-Cup in Ridnaun, 3.–8. Februar 2025 |
| ----------------------------------------- | ----------------------------------------- | ----------------------------------------- | ----------------------------------------- | ----------------------------------------- |
| Datum                                     | Disziplin                                 | Erster Platz                              | Zweiter Platz                             | Dritter Platz                             |
| 5. Februar 2025 (Mi.)                     | Sprint (7,5 km)                           | Voldiya Galmace-Paulin                    | Paula Botet                               | Marthe Kråkstad Johansen                  |
| 7. Februar 2025 (Fr.)                     | Verfolgung (10 km)                        | Voldiya Galmace-Paulin                    | Marthe Kråkstad Johansen                  | Sophie Chauveau                           |
| 8. Februar 2025 (Sa.)                     | Massenstart 60 (12 km)                    | Sophie Chauveau                           | Camille Bened                             | Rebecca Passler                           |

| 7. IBU-Cup in Otepää, 3.–9. März 2025 | 7. IBU-Cup in Otepää, 3.–9. März 2025 | 7. IBU-Cup in Otepää, 3.–9. März 2025 | 7. IBU-Cup in Otepää, 3.–9. März 2025 | 7. IBU-Cup in Otepää, 3.–9. März 2025 |
| ------------------------------------- | ------------------------------------- | ------------------------------------- | ------------------------------------- | ------------------------------------- |
| Datum                                 | Disziplin                             | Erster Platz                          | Zweiter Platz                         | Dritter Platz                         |
| 6. März 2025 (Do.)                    | Sprint (7,5 km)                       | Gilonne Guigonnat                     | Rebecca Passler                       | Kristýna Otcovská                     |
| 8. März 2025 (Sa.)                    | Verfolgung (10 km)                    | Gilonne Guigonnat                     | Camille Bened                         | Juni Arnekleiv                        |
| 9. März 2025 (So.)                    | Massenstart 60 (12 km)                | Kristýna Otcovská                     | Paula Botet                           | Camille Bened                         |

| 8. IBU-Cup in Otepää, 10.–15. März 2025 | 8. IBU-Cup in Otepää, 10.–15. März 2025 | 8. IBU-Cup in Otepää, 10.–15. März 2025 | 8. IBU-Cup in Otepää, 10.–15. März 2025 | 8. IBU-Cup in Otepää, 10.–15. März 2025 |
| --------------------------------------- | --------------------------------------- | --------------------------------------- | --------------------------------------- | --------------------------------------- |
| Datum                                   | Disziplin                               | Erster Platz                            | Zweiter Platz                           | Dritter Platz                           |
| 12. März 2025 (Mi.)                     | Kurz-Einzel (12,5 km)                   | Susan Külm                              | Karoline Erdal                          | Camille Bened                           |
| 14. März 2025 (Fr.)                     | Sprint (7,5 km)                         | Voldiya Galmace-Paulin                  | Camille Bened                           | Paula Botet                             |

### Pokalwertungen Frauen
| Endstand nach 24 Rennen (Top 10) |                          |        |       |
| \| Rang \| Name \| Punkte \| Siege \| \| ---- \| ------------------------ \| ------ \| ----- \| \| 01 \| Camille Bened \| 1143 \| 1 \| \| 02 \| Voldiya Galmace-Paulin \| 1072 \| 3 \| \| 03 \| Paula Botet \| 0934 \| 2 \| \| 04 \| Karoline Erdal \| 0695 \| 1 \| \| 05 \| Gilonne Guigonnat \| 0680 \| 3 \| \| 06 \| Stefanie Scherer \| 0652 \| 1 \| \| 07 \| Amandine Mengin \| 0631 \| 2 \| \| 08 \| Sophie Chauveau \| 0599 \| 1 \| \| 09 \| Marthe Kråkstad Johansen \| 0584 \| 1 \| \| 10 \| Rebecca Passler \| 0551 \| 1 \| |                          |        |       |
| Rang | Name                     | Punkte | Siege |
| 01 | Camille Bened            | 1143   | 1     |
| 02 | Voldiya Galmace-Paulin   | 1072   | 3     |
| 03 | Paula Botet              | 0934   | 2     |
| 04 | Karoline Erdal           | 0695   | 1     |
| 05 | Gilonne Guigonnat        | 0680   | 3     |
| 06 | Stefanie Scherer         | 0652   | 1     |
| 07 | Amandine Mengin          | 0631   | 2     |
| 08 | Sophie Chauveau          | 0599   | 1     |
| 09 | Marthe Kråkstad Johansen | 0584   | 1     |
| 10 | Rebecca Passler          | 0551   | 1     |

| Rang | Name                     | Punkte | Siege |
| ---- | ------------------------ | ------ | ----- |
| 01   | Paula Botet              | 486    | 2     |
| 02   | Voldiya Galmace-Paulin   | 481    | 2     |
| 03   | Camille Bened            | 451    | 0     |
| 04   | Gilonne Guigonnat        | 429    | 2     |
| 05   | Karoline Erdal           | 328    | 0     |
| 06   | Amandine Mengin          | 323    | 1     |
| 07   | Marthe Kråkstad Johansen | 307    | 1     |
| 08   | Rebecca Passler          | 303    | 0     |
| 09   | Sophie Chauveau          | 267    | 0     |
| 10   | Emma Nilsson             | 251    | 1     |

| Rang | Name                     | Punkte | Siege |
| ---- | ------------------------ | ------ | ----- |
| 01   | Camille Bened            | 307    | 0     |
| 02   | Voldiya Galmace-Paulin   | 251    | 1     |
| 03   | Paula Botet              | 216    | 0     |
| 04   | Anna Weidel              | 2021   | 0     |
| 05   | Marlene Fichtner         | 174    | 1     |
| 06   | Stefanie Scherer         | 174    | 0     |
| 07   | Marthe Kråkstad Johansen | 166    | 0     |
| 08   | Amandine Mengin          | 163    | 1     |
| 09   | Sophie Chauveau          | 160    | 0     |
| 10   | Karoline Erdal           | 141    | 0     |

| Rang | Name                   | Punkte | Siege |
| ---- | ---------------------- | ------ | ----- |
| 01   | Voldiya Galmace-Paulin | 225    | 0     |
| 02   | Karoline Erdal         | 187    | 1     |
| 03   | Camille Bened          | 180    | 1     |
| 04   | Marit Øygard           | 116    | 0     |
| 05   | Marlene Fichtner       | 103    | 0     |
| 06   | Siri Skar              | 102    | 0     |
| 07   | Emma Nilsson           | 102    | 0     |
| 08   | Amandine Mengin        | 100    | 0     |
| 09   | Susan Külm             | 090    | 1     |
| 09   | Johanna Puff           | 090    | 1     |

| Rang | Name                   | Punkte | Siege |
| ---- | ---------------------- | ------ | ----- |
| 01   | Camille Bened          | 205    | 0     |
| 02   | Paula Botet            | 171    | 0     |
| 03   | Stefanie Scherer       | 168    | 1     |
| 04   | Voldiya Galmace-Paulin | 115    | 0     |
| 05   | Rebecca Passler        | 100    | 0     |
| 06   | Sophie Chauveau        | 090    | 1     |
| 06   | Kristýna Otcovská      | 090    | 1     |
| 08   | Gilonne Guigonnat      | 085    | 0     |
| 09   | Lisa Spark             | 070    | 0     |
| 10   | Anna Weidel            | 064    | 0     |

| Rang | Name        | Punkte | Siege |
| ---- | ----------- | ------ | ----- |
| 01   | Norwegen    | 531    | 4     |
| 02   | Frankreich  | 485    | 1     |
| 03   | Deutschland | 395    | 2     |
| 04   | Italien     | 369    | 0     |
| 05   | Ukraine     | 338    | 0     |
| 06   | Österreich  | 333    | 0     |
| 07   | Tschechien  | 281    | 0     |
| 08   | Schweden    | 281    | 0     |
| 09   | Finnland    | 229    | 0     |
| 10   | Schweiz     | 198    | 0     |

| Rang | Name        | Punkte | Siege |
| ---- | ----------- | ------ | ----- |
| 01   | Frankreich  | 8080   | 9     |
| 02   | Norwegen    | 7615   | 7     |
| 03   | Österreich  | 6616   | 0     |
| 04   | Italien     | 6595   | 1     |
| 05   | Schweden    | 6589   | 1     |
| 06   | Deutschland | 6281   | 2     |
| 07   | Ukraine     | 6238   | 0     |
| 08   | Finnland    | 5227   | 0     |
| 09   | Tschechien  | 5081   | 0     |
| 10   | Schweiz     | 4911   | 0     |

## Männer

### Resultate
| 1. IBU-Cup in Idre, 25. November – 1. Dezember 2024 | 1. IBU-Cup in Idre, 25. November – 1. Dezember 2024 | 1. IBU-Cup in Idre, 25. November – 1. Dezember 2024 | 1. IBU-Cup in Idre, 25. November – 1. Dezember 2024 | 1. IBU-Cup in Idre, 25. November – 1. Dezember 2024 |
| --------------------------------------------------- | --------------------------------------------------- | --------------------------------------------------- | --------------------------------------------------- | --------------------------------------------------- |
| Datum                                               | Disziplin                                           | Erster Platz                                        | Zweiter Platz                                       | Dritter Platz                                       |
| 28. November 2024 (Do.)                             | Sprint (10 km)                                      | Sverre Dahlen Aspenes                               | Martin Uldal                                        | Antonin Guigonnat                                   |
| 30. November 2024 (Sa.)                             | Sprint (10 km)                                      | Isak Frey                                           | Johan-Olav Botn                                     | Martin Uldal                                        |
| 1. Dezember 2024 (So.)                              | Verfolgung (12,5 km)                                | Isak Frey                                           | Johan-Olav Botn                                     | Martin Uldal                                        |

| 2. IBU-Cup in Geilo, 2.– 7. Dezember 2024 | 2. IBU-Cup in Geilo, 2.– 7. Dezember 2024 | 2. IBU-Cup in Geilo, 2.– 7. Dezember 2024 | 2. IBU-Cup in Geilo, 2.– 7. Dezember 2024 | 2. IBU-Cup in Geilo, 2.– 7. Dezember 2024 |
| ----------------------------------------- | ----------------------------------------- | ----------------------------------------- | ----------------------------------------- | ----------------------------------------- |
| Datum                                     | Disziplin                                 | Erster Platz                              | Zweiter Platz                             | Dritter Platz                             |
| 4. Dezember 2024 (Mi.)                    | Einzel (20 km)                            | Isak Frey                                 | Johan-Olav Botn                           | Simon Kaiser                              |
| 6. Dezember 2024 (Fr.)                    | Sprint (10 km)                            | Martin Uldal                              | Johan-Olav Botn                           | Sverre Dahlen Aspenes                     |
| 7. Dezember 2024 (Sa.)                    | Verfolgung (12,5 km)                      | Martin Uldal                              | Johan-Olav Botn                           | Sverre Dahlen Aspenes                     |

| 3. IBU-Cup in Obertilliach, 16.–22. Dezember 2024 | 3. IBU-Cup in Obertilliach, 16.–22. Dezember 2024 | 3. IBU-Cup in Obertilliach, 16.–22. Dezember 2024 | 3. IBU-Cup in Obertilliach, 16.–22. Dezember 2024 | 3. IBU-Cup in Obertilliach, 16.–22. Dezember 2024 |
| ------------------------------------------------- | ------------------------------------------------- | ------------------------------------------------- | ------------------------------------------------- | ------------------------------------------------- |
| Datum                                             | Disziplin                                         | Erster Platz                                      | Zweiter Platz                                     | Dritter Platz                                     |
| 19. Dezember 2024 (Do.)                           | Sprint (10 km)                                    | Johannes Dale-Skjevdal                            | Johan-Olav Botn                                   | Sivert Guttorm Bakken                             |
| 21. Dezember 2024 (Sa.)                           | Massenstart 60 (15 km)                            | Johan-Olav Botn                                   | Isak Frey                                         | Johannes Dale-Skjevdal                            |

| 4. IBU-Cup am Arber, 6.–12. Januar 2025 | 4. IBU-Cup am Arber, 6.–12. Januar 2025 | 4. IBU-Cup am Arber, 6.–12. Januar 2025 | 4. IBU-Cup am Arber, 6.–12. Januar 2025 | 4. IBU-Cup am Arber, 6.–12. Januar 2025 |
| --------------------------------------- | --------------------------------------- | --------------------------------------- | --------------------------------------- | --------------------------------------- |
| Datum                                   | Disziplin                               | Erster Platz                            | Zweiter Platz                           | Dritter Platz                           |
| 9. Januar 2025 (Do.)                    | Sprint (10 km)                          | Johannes Dale-Skjevdal                  | Sivert Guttorm Bakken                   | Sverre Dahlen Aspenes                   |
| 11. Januar 2025 (Sa.)                   | Sprint (10 km)                          | Johannes Dale-Skjevdal                  | Isak Frey                               | Roman Rees                              |
| 12. Januar 2025 (So.)                   | Verfolgung (12,5 km)                    | Johannes Dale-Skjevdal                  | Isak Frey                               | David Zobel                             |

| 5. IBU-Cup in Brezno-Osrblie, 13.–18. Januar 2025 | 5. IBU-Cup in Brezno-Osrblie, 13.–18. Januar 2025 | 5. IBU-Cup in Brezno-Osrblie, 13.–18. Januar 2025 | 5. IBU-Cup in Brezno-Osrblie, 13.–18. Januar 2025 | 5. IBU-Cup in Brezno-Osrblie, 13.–18. Januar 2025 |
| ------------------------------------------------- | ------------------------------------------------- | ------------------------------------------------- | ------------------------------------------------- | ------------------------------------------------- |
| Datum                                             | Disziplin                                         | Erster Platz                                      | Zweiter Platz                                     | Dritter Platz                                     |
| 15. Januar 2025 (Mi.)                             | Kurz-Einzel (15 km)                               | Sivert Guttorm Bakken                             | Sverre Dahlen Aspenes                             | Isak Frey                                         |
| 17. Januar 2025 (Fr.)                             | Sprint (10 km)                                    | Isak Frey                                         | Fabian Müllauer                                   | Sivert Guttorm Bakken                             |

| Europameisterschaften in Martell, 26. Januar – 2. Februar 2025 | Europameisterschaften in Martell, 26. Januar – 2. Februar 2025 | Europameisterschaften in Martell, 26. Januar – 2. Februar 2025                           | Europameisterschaften in Martell, 26. Januar – 2. Februar 2025  | Europameisterschaften in Martell, 26. Januar – 2. Februar 2025              |
| -------------------------------------------------------------- | -------------------------------------------------------------- | ---------------------------------------------------------------------------------------- | --------------------------------------------------------------- | --------------------------------------------------------------------------- |
| Datum                                                          | Disziplin                                                      | Erster Platz                                                                             | Zweiter Platz                                                   | Dritter Platz                                                               |
| 29. Januar 2025 (Mi.)                                          | Einzel (20 km)                                                 | Isak Frey                                                                                | Fredrik Mühlbacher                                              | Emil Nykvist                                                                |
| 31. Januar 2025 (Fr.)                                          | Sprint (10 km)                                                 | Sivert Guttorm Bakken                                                                    | Vetle Sjåstad Christiansen                                      | Fredrik Mühlbacher                                                          |
| 1. Februar 2025 (Sa.)                                          | Verfolgung (12,5 km)                                           | Patrick Braunhofer                                                                       | Isak Frey                                                       | Sverre Dahlen Aspenes                                                       |
| 2. Februar 2025 (So.)                                          | Staffel (4 × 7,5 km)                                           | NorwegenVetle Sjåstad Christiansen Sverre Dahlen Aspenes Sivert Guttorm Bakken Isak Frey | DeutschlandLucas Fratzscher Simon Kaiser Roman Rees David Zobel | FrankreichThéo Guiraud-Poillot Gaëtan Paturel Oscar Lombardot Rémi Broutier |

| 6. IBU-Cup in Ridnaun, 3.–8. Februar 2025 | 6. IBU-Cup in Ridnaun, 3.–8. Februar 2025 | 6. IBU-Cup in Ridnaun, 3.–8. Februar 2025 | 6. IBU-Cup in Ridnaun, 3.–8. Februar 2025 | 6. IBU-Cup in Ridnaun, 3.–8. Februar 2025 |
| ----------------------------------------- | ----------------------------------------- | ----------------------------------------- | ----------------------------------------- | ----------------------------------------- |
| Datum                                     | Disziplin                                 | Erster Platz                              | Zweiter Platz                             | Dritter Platz                             |
| 5. Februar 2025 (Mi.)                     | Sprint (10 km)                            | David Zobel                               | Sivert Guttorm Bakken                     | Paul Schommer                             |
| 7. Februar 2025 (Fr.)                     | Verfolgung (12,5 km)                      | Johannes Dale-Skjevdal                    | Isak Frey                                 | Paul Schommer                             |
| 8. Februar 2025 (Sa.)                     | Massenstart 60 (15 km)                    | Johannes Dale-Skjevdal                    | Simon Kaiser                              | Isak Frey                                 |

| 7. IBU-Cup in Otepää, 3.–9. März 2025 | 7. IBU-Cup in Otepää, 3.–9. März 2025 | 7. IBU-Cup in Otepää, 3.–9. März 2025 | 7. IBU-Cup in Otepää, 3.–9. März 2025 | 7. IBU-Cup in Otepää, 3.–9. März 2025 |
| ------------------------------------- | ------------------------------------- | ------------------------------------- | ------------------------------------- | ------------------------------------- |
| Datum                                 | Disziplin                             | Erster Platz                          | Zweiter Platz                         | Dritter Platz                         |
| 6. März 2025 (Do.)                    | Sprint (10 km)                        | Isak Frey                             | Vetle Sjåstad Christiansen            | Johannes Dale-Skjevdal                |
| 8. März 2025 (Sa.)                    | Verfolgung (12,5 km)                  | Johan-Olav Botn                       | Vetle Sjåstad Christiansen            | Johannes Dale-Skjevdal                |
| 9. März 2025 (So.)                    | Massenstart 60 (15 km)                | Vetle Sjåstad Christiansen            | Johan-Olav Botn                       | Isak Frey                             |

| 8. IBU-Cup in Otepää, 10.–15. März 2025 | 8. IBU-Cup in Otepää, 10.–15. März 2025 | 8. IBU-Cup in Otepää, 10.–15. März 2025 | 8. IBU-Cup in Otepää, 10.–15. März 2025 | 8. IBU-Cup in Otepää, 10.–15. März 2025 |
| --------------------------------------- | --------------------------------------- | --------------------------------------- | --------------------------------------- | --------------------------------------- |
| Datum                                   | Disziplin                               | Erster Platz                            | Zweiter Platz                           | Dritter Platz                           |
| 12. März 2025 (Mi.)                     | Kurz-Einzel (15 km)                     | Sivert Guttorm Bakken                   | Roman Rees                              | Lucas Fratzscher                        |
| 14. März 2025 (Fr.)                     | Sprint (10 km)                          | Johan-Olav Botn                         | Sverre Dahlen Aspenes                   | Roman Rees                              |

### Pokalwertungen Männer
| Endstand nach 24 Rennen (Top 10) |                        |        |       |
| \| Rang \| Name \| Punkte \| Siege \| \| ---- \| ---------------------- \| ------ \| ----- \| \| 01 \| Isak Frey \| 1494 \| 6 \| \| 02 \| Sivert Guttorm Bakken \| 1276 \| 3 \| \| 03 \| Johan-Olav Botn \| 1144 \| 3 \| \| 04 \| Sverre Dahlen Aspenes \| 0991 \| 1 \| \| 05 \| Johannes Dale-Skjevdal \| 0881 \| 6 \| \| 06 \| Roman Rees \| 0821 \| 0 \| \| 07 \| Lucas Fratzscher \| 0808 \| 0 \| \| 08 \| Gaëtan Paturel \| 0601 \| 0 \| \| 09 \| Simon Kaiser \| 0595 \| 0 \| \| 10 \| Nicola Romanin \| 0545 \| 0 \| |                        |        |       |
| Rang | Name                   | Punkte | Siege |
| 01 | Isak Frey              | 1494   | 6     |
| 02 | Sivert Guttorm Bakken  | 1276   | 3     |
| 03 | Johan-Olav Botn        | 1144   | 3     |
| 04 | Sverre Dahlen Aspenes  | 0991   | 1     |
| 05 | Johannes Dale-Skjevdal | 0881   | 6     |
| 06 | Roman Rees             | 0821   | 0     |
| 07 | Lucas Fratzscher       | 0808   | 0     |
| 08 | Gaëtan Paturel         | 0601   | 0     |
| 09 | Simon Kaiser           | 0595   | 0     |
| 10 | Nicola Romanin         | 0545   | 0     |

| Rang | Name                   | Punkte | Siege |
| ---- | ---------------------- | ------ | ----- |
| 01   | Isak Frey              | 624    | 3     |
| 02   | Sivert Guttorm Bakken  | 581    | 1     |
| 03   | Sverre Dahlen Aspenes  | 480    | 1     |
| 04   | Johan-Olav Botn        | 468    | 1     |
| 05   | Roman Rees             | 392    | 0     |
| 06   | Johannes Dale-Skjevdal | 385    | 3     |
| 07   | Lucas Fratzscher       | 330    | 0     |
| 08   | David Zobel            | 259    | 1     |
| 09   | Oscar Lombardot        | 259    | 0     |
| 10   | Nicola Romanin         | 246    | 0     |

| Rang | Name                   | Punkte | Siege |
| ---- | ---------------------- | ------ | ----- |
| 01   | Isak Frey              | 420    | 1     |
| 02   | Sivert Guttorm Bakken  | 306    | 0     |
| 03   | Johan-Olav Botn        | 281    | 1     |
| 04   | Sverre Dahlen Aspenes  | 266    | 0     |
| 05   | Johannes Dale-Skjevdal | 245    | 2     |
| 06   | Lucas Fratzscher       | 224    | 0     |
| 07   | Roman Rees             | 187    | 0     |
| 08   | Simon Kaiser           | 166    | 0     |
| 09   | Nicola Romanin         | 161    | 0     |
| 10   | Martin Uldal           | 155    | 1     |

| Rang | Name                  | Punkte | Siege |
| ---- | --------------------- | ------ | ----- |
| 01   | Isak Frey             | 245    | 2     |
| 02   | Sivert Guttorm Bakken | 243    | 2     |
| 03   | Johan-Olav Botn       | 180    | 0     |
| 04   | Gaëtan Paturel        | 160    | 0     |
| 05   | Sverre Dahlen Aspenes | 155    | 0     |
| 06   | Lucas Fratzscher      | 140    | 0     |
| 07   | Roman Rees            | 137    | 0     |
| 08   | Simon Kaiser          | 126    | 0     |
| 09   | Ruslan Tkalenko       | 091    | 0     |
| 10   | Nicolò Betemps        | 090    | 0     |

| Rang | Name                       | Punkte | Siege |
| ---- | -------------------------- | ------ | ----- |
| 01   | Johan-Olav Botn            | 215    | 1     |
| 02   | Johannes Dale-Skjevdal     | 210    | 1     |
| 03   | Isak Frey                  | 205    | 0     |
| 04   | Sivert Guttorm Bakken      | 146    | 0     |
| 05   | Vetle Sjåstad Christiansen | 124    | 1     |
| 06   | Lucas Fratzscher           | 114    | 0     |
| 07   | Simon Kaiser               | 106    | 0     |
| 08   | Roman Rees                 | 105    | 0     |
| 09   | Théo Guiraud-Poillot       | 095    | 0     |
| 10   | Sverre Dahlen Aspenes      | 090    | 0     |

| Rang | Name        | Punkte | Siege |
| ---- | ----------- | ------ | ----- |
| 01   | Norwegen    | 580    | 5     |
| 02   | Frankreich  | 475    | 1     |
| 03   | Deutschland | 380    | 1     |
| 04   | Italien     | 359    | 0     |
| 05   | Ukraine     | 338    | 0     |
| 06   | Österreich  | 324    | 0     |
| 07   | Schweden    | 286    | 0     |
| 08   | Tschechien  | 279    | 0     |
| 09   | Finnland    | 233    | 0     |
| 10   | Schweiz     | 229    | 0     |

| Rang | Name        | Punkte | Siege |
| ---- | ----------- | ------ | ----- |
| 01   | Norwegen    | 8420   | 19    |
| 02   | Frankreich  | 7219   | 1     |
| 03   | Italien     | 6900   | 0     |
| 04   | Deutschland | 6476   | 2     |
| 05   | Ukraine     | 6236   | 0     |
| 06   | Schweden    | 6061   | 0     |
| 07   | Finnland    | 6041   | 0     |
| 08   | Österreich  | 5960   | 0     |
| 09   | Tschechien  | 5875   | 0     |
| 10   | Schweiz     | 5438   | 0     |

## Mixed

### Resultate
| 3. IBU-Cup in Obertilliach, 16.–22. Dezember 2024 | 3. IBU-Cup in Obertilliach, 16.–22. Dezember 2024 | 3. IBU-Cup in Obertilliach, 16.–22. Dezember 2024                              | 3. IBU-Cup in Obertilliach, 16.–22. Dezember 2024                            | 3. IBU-Cup in Obertilliach, 16.–22. Dezember 2024                    |
| ------------------------------------------------- | ------------------------------------------------- | ------------------------------------------------------------------------------ | ---------------------------------------------------------------------------- | -------------------------------------------------------------------- |
| Datum                                             | Disziplin                                         | Erster Platz                                                                   | Zweiter Platz                                                                | Dritter Platz                                                        |
| 22. Dezember 2024 (So.)                           | Mixed-Staffel (M-W) (4 × 6 km)                    | NorwegenJohannes Dale-Skjevdal Johan-Olav Botn Siri Skar Ragnhild Femsteinevik | DeutschlandLucas Fratzscher David Zobel Marion Wiesensarter Sophia Schneider | FrankreichGaëtan Paturel Oscar Lombardot Chloé Chevalier Paula Botet |
| 22. Dezember 2024 (So.)                           | Single-Mixed-Staffel (M-W) (6 km + 7,5 km)        | NorwegenIsak Frey Marthe Kråkstad Johansen                                     | FrankreichMathieu Garcia Camille Bened                                       | DeutschlandRoman Rees Stefanie Scherer                               |

| 5. IBU-Cup in Brezno-Osrblie, 13.–18. Januar 2025 | 5. IBU-Cup in Brezno-Osrblie, 13.–18. Januar 2025 | 5. IBU-Cup in Brezno-Osrblie, 13.–18. Januar 2025                          | 5. IBU-Cup in Brezno-Osrblie, 13.–18. Januar 2025                       | 5. IBU-Cup in Brezno-Osrblie, 13.–18. Januar 2025                        |
| ------------------------------------------------- | ------------------------------------------------- | -------------------------------------------------------------------------- | ----------------------------------------------------------------------- | ------------------------------------------------------------------------ |
| Datum                                             | Disziplin                                         | Erster Platz                                                               | Zweiter Platz                                                           | Dritter Platz                                                            |
| 18. Januar 2025 (Sa.)                             | Mixed-Staffel (W-M) (4 × 6 km)                    | NorwegenMarthe Kråkstad Johansen Siri Skar Sverre Dahlen Aspenes Isak Frey | ÖsterreichLea Rothschopf Lara Wagner Fredrik Mühlbacher Fabian Müllauer | ItalienIlaria Scattolo Beatrice Trabucchi Iacopo Leonesio Nicola Romanin |
| 18. Januar 2025 (Sa.)                             | Single-Mixed-Staffel (W-M) (6 km + 7,5 km)        | NorwegenKaroline Erdal Sivert Guttorm Bakken                               | TschechienTereza Vinklárková Tomáš Mikyska                              | UkraineAnastassija Merkuschyna Artem Tyschtschenko                       |

| 8. IBU-Cup in Otepää, 10.–15. März 2025 | 8. IBU-Cup in Otepää, 10.–15. März 2025    | 8. IBU-Cup in Otepää, 10.–15. März 2025                        | 8. IBU-Cup in Otepää, 10.–15. März 2025                        | 8. IBU-Cup in Otepää, 10.–15. März 2025                                     |
| --------------------------------------- | ------------------------------------------ | -------------------------------------------------------------- | -------------------------------------------------------------- | --------------------------------------------------------------------------- |
| Datum                                   | Disziplin                                  | Erster Platz                                                   | Zweiter Platz                                                  | Dritter Platz                                                               |
| 15. März 2024 (Sa.)                     | Mixed-Staffel (M-W) (4 × 6 km)             | DeutschlandRoman Rees Simon Kaiser Stefanie Scherer Lisa Spark | FrankreichDamien Levet Gaëtan Paturel Célia Henaff Paula Botet | NorwegenSivert Guttorm Bakken Johan-Olav Botn Karoline Erdal Juni Arnekleiv |
| 15. März 2024 (Sa.)                     | Single-Mixed-Staffel (M-W) (6 km + 7,5 km) | FrankreichThéo Guiraud-Poillot Gilonne Guigonnat               | DeutschlandLucas Fratzscher Anna Weidel                        | NorwegenSverre Dahlen Aspenes Gro Randby                                    |